# Base de Nellis de la Fuerza Aérea
La Base Aérea de Nellis, en inglés: Nellis Air Force Base (IATA: LSV, OACI: KLSV, FAA LID: LSV), es una base militar de la Fuerza Aérea de los Estados Unidos situada en el estado de Nevada, al noreste de Las Vegas. Fue nombrada así en honor del piloto de P-47, el teniente William Harrell Nellis, muerto en combate en la Segunda Guerra Mundial durante la batalla de las Ardenas.

## Localización y características

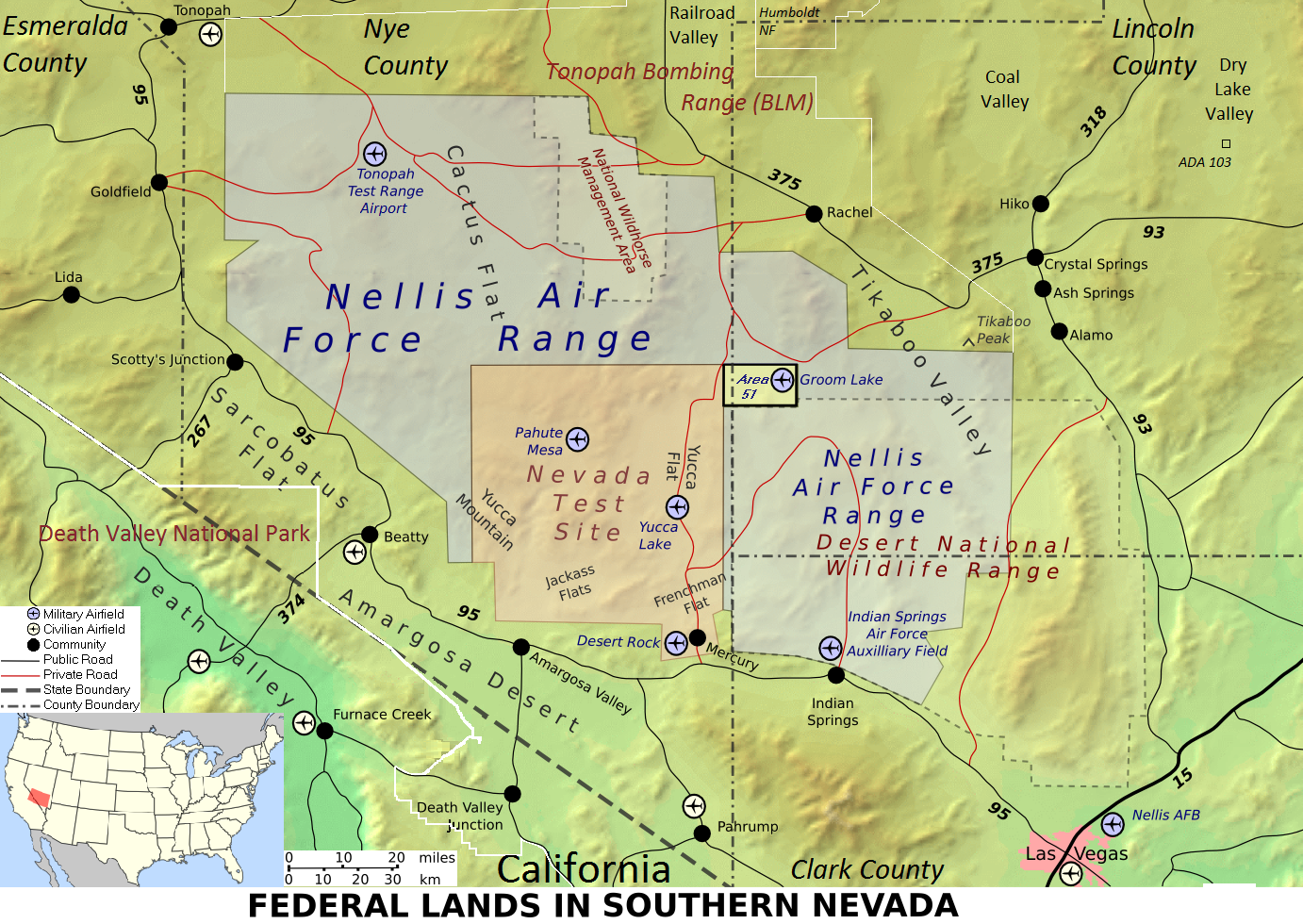
Mapa del Campo de Pruebas y Entrenamiento de Nevada, con la ciudad de Las Vegas y la base de Nellis al suroeste.

Nellis sirve como base para el Campo de Pruebas y Entrenamiento en Nevada, una instalación con un área de 12139 km². Este campo está dividido longitudinalmente en cinco filas y estas a su vez en zonas designadas por dos dígitos (el primero indica la fila y segundo el área dentro de esa fila, por ejemplo Área 31, Área 41...). Algunas de estas zonas, especialmente las de la fila cinco, situadas en el centro y sur de la base son espacio aéreo restringido y todos los pilotos tienen prohibido sobrevolarlas bajo amenaza de ser derribados, incluidos los propios.
En esta base, junto con otras como la de White Sands, se han probado prototipos experimentales como el F-117 (ya fuera de servicio) o el B-2. Siendo la presencia de dichos prototipos una de las razones por las que algunas zonas tienen tantas restricciones.

## Importancia de la base
En la base de Nellis se realizan las famosas Maniobras Red Flag, las más costosas, difíciles y realistas de la OTAN; además de otras como las Green Flag.
Durante la Guerra Fría se habilitó un escuadrón, llamado Los agresores, formado por pilotos cuya misión era sumergirse lo más posible en la mentalidad de los soldados del este, tanto en el entrenamiento de tácticas comunistas como en su vida cotidiana. Así su pabellón estaba decorado con banderas de la Unión Soviética, bustos de Lenin, fotografías de héroes del este... Incluso pilotaban los pocos aviones enemigos provenientes de países comunistas que la OTAN había podido reunir.
En la base también están desplazados piezas de artillería, vehículos blindados auténticos, tropas terrestres, etc. para logra el mayor realismo posible en las maniobras que en ella se desarrollan.

## Base de Nellis en la cultura popular
El guionista J. M.Charlier (1990) sitúa una de las misiones de su héroe Buck Danny como un miembro temporal del escuadrón conocido como los "Agresores", en la aventura homónima. Danny se desplaza hasta Nevada y sirve dentro de la gigantesca Base de Nellys en una trama de espionaje.
También se observa el desarrollo de la trama de la película Source Code (2011), en dicha base.
Una versión a escala de esta base aparece en el videojuego Fallout: New Vegas (2010). Sus habitantes murieron por radiación nuclear durante la Gran Guerra del 2077. Durante el juego, cuya historia ocurre en el año 2281, está bajo la ocupación de una tribu militarista y xenófoba de sobrevivientes del Refugio 34, que se hacen llamar los "Boomers".
La base es brevemente mostrada en la película Transformers (2007), donde el Capitán William Lennox y el Sargento Robert Epps son contactados por el Sector 7.
La base es mencionada al final de Terminator 3: Rise of the machines (2003). Se dice que la base está siendo atacada por máquinas